# BMW M
Ne pas confondre avec BMW Motorsport, le département compétition du constructeur automobile allemand BMW.
 (janvier 2017).
Si vous disposez d'ouvrages ou d'articles de référence ou si vous connaissez des sites web de qualité traitant du thème abordé ici, merci de compléter l'article en donnant les références utiles à sa vérifiabilité et en les liant à la section « Notes et références ».
BMW M GmbH (antérieurement BMW Motorsport GmbH) est une entreprise allemande fondée en 1972, actuellement dirigée par Franciscus van Meel.
Société filiale du groupe BMW, elle est spécialisée dans la conception et la fabrication d'automobiles destinées au grand tourisme et à la compétition, à partir de modèles commercialisés par sa société mère. En 2012, elle se démarque de ses concurrents, Mercedes-AMG et Audi Sport (anciennement Quattro GmbH), en proposant une voiture roulant au Diesel : la BMW M550d.

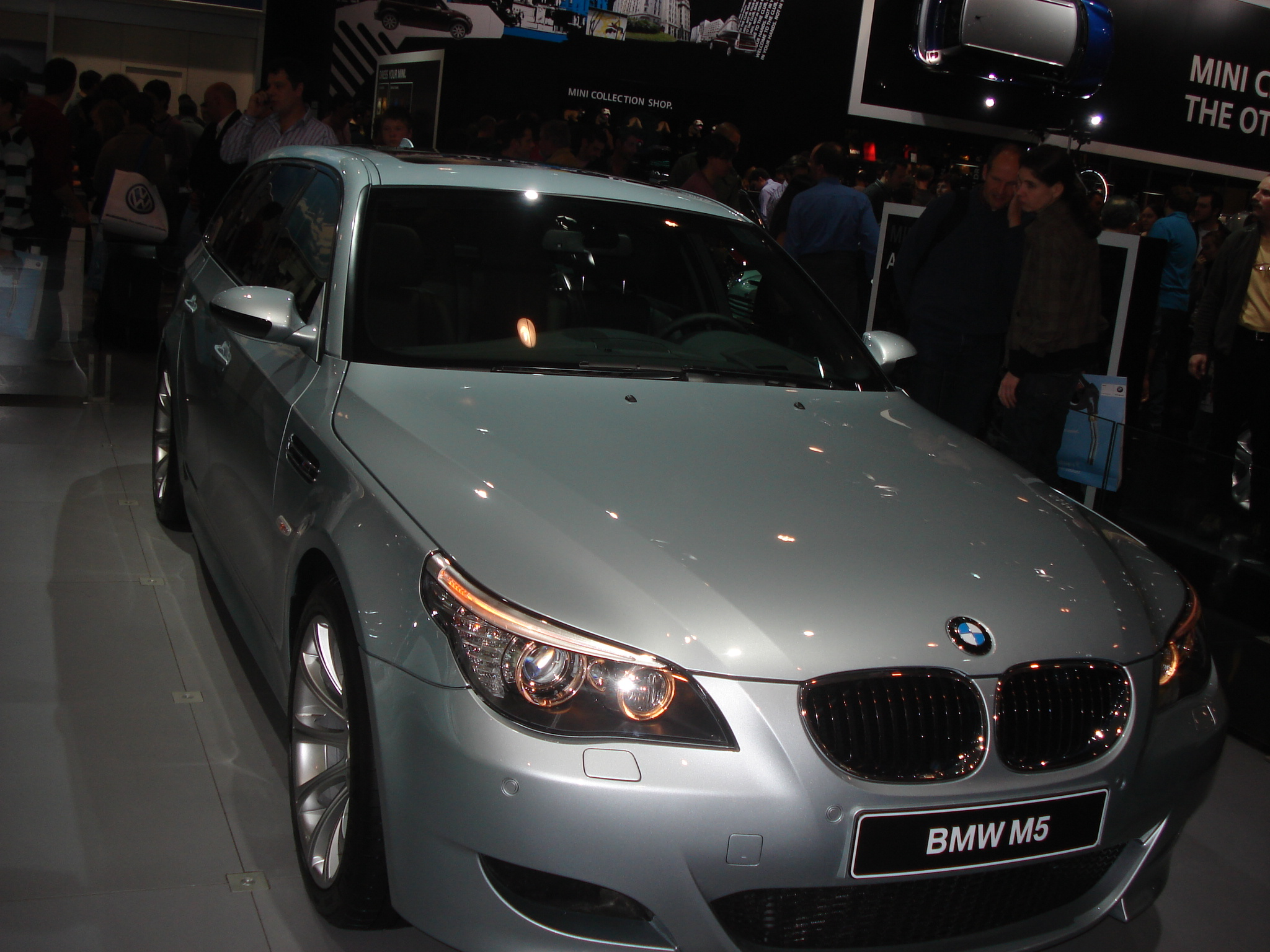
BMW M5 touring
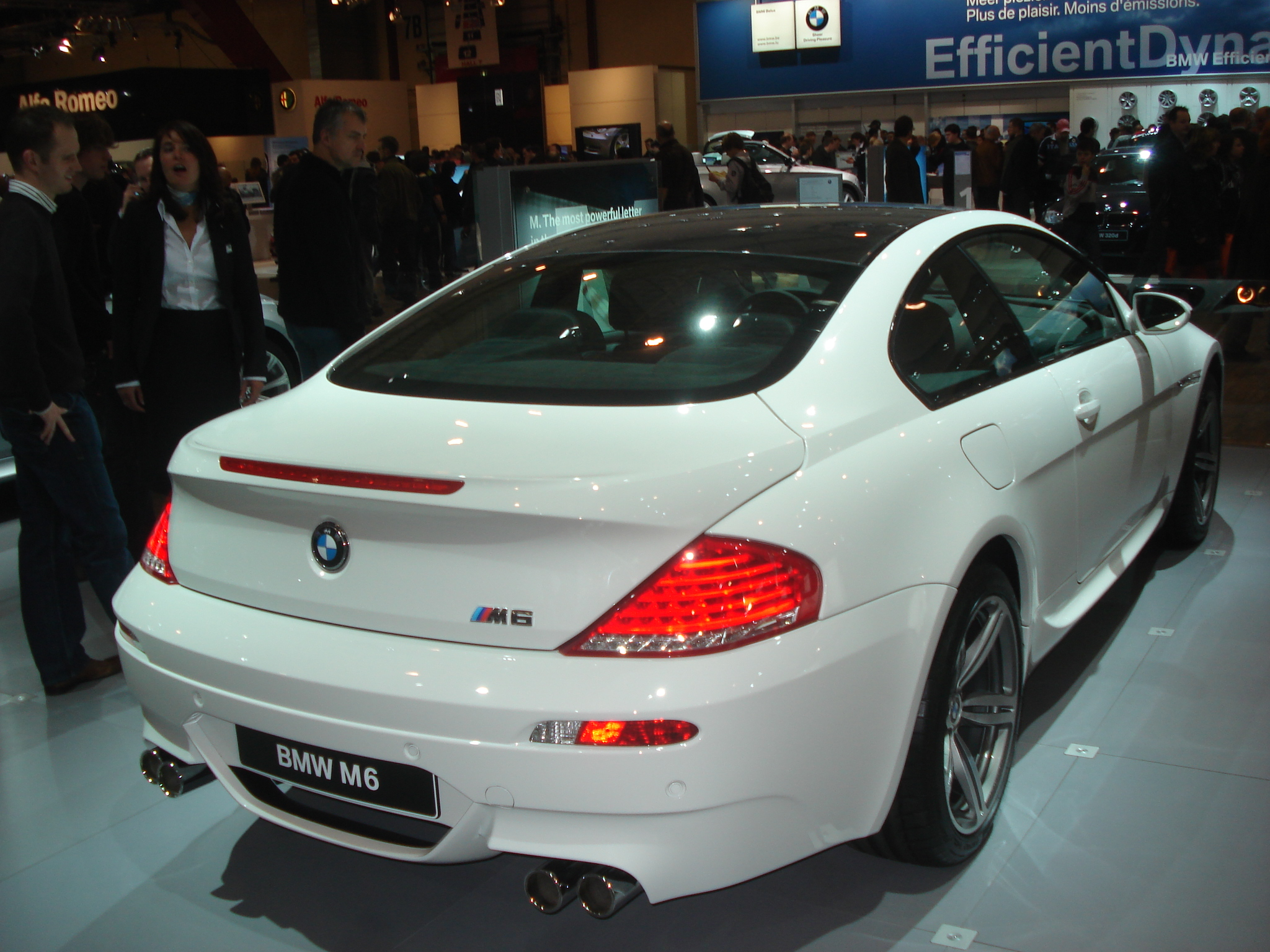
BMW M6 coupé
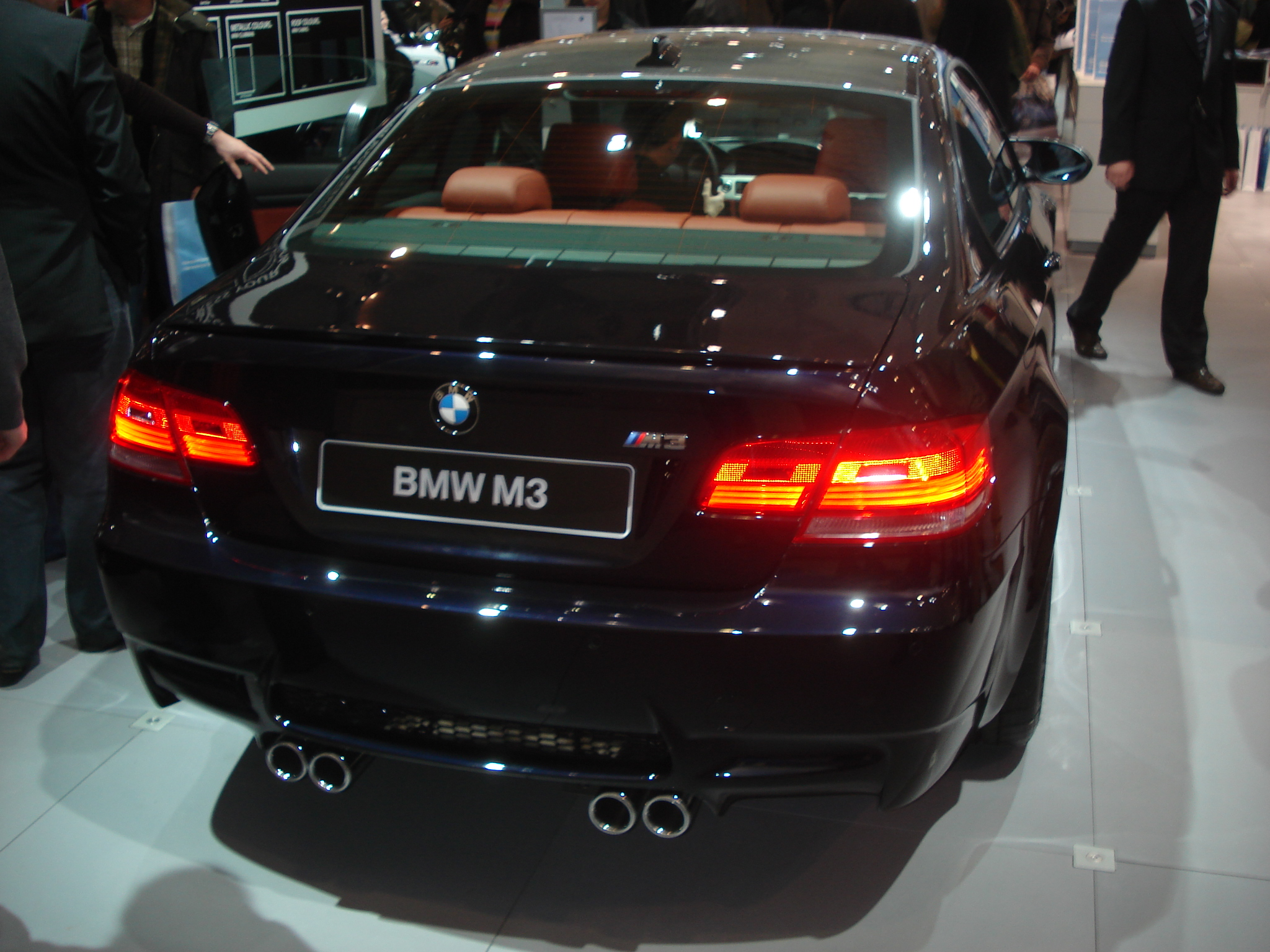
BMW M3 coupé
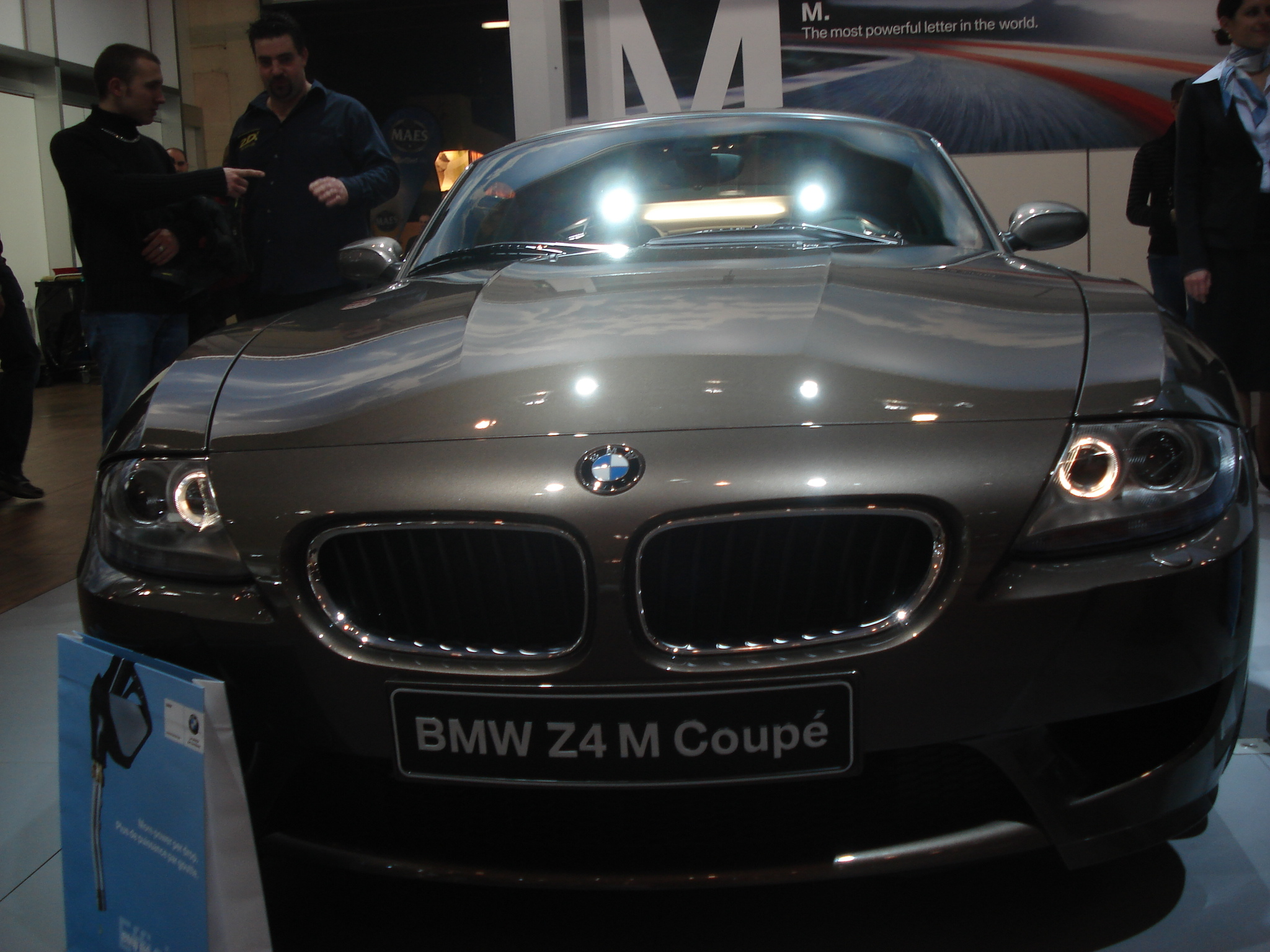
BMW Z4M coupé

## Histoire

### Genèse du projet
Dès sa fondation, BMW commercialise des véhicules à caractère sportif avec les modèles 328 dans les années 1930, 507 dans les années 1950 ou 1800 Ti dans les années 1960 qui rencontrent tous un grand succès.
Au début des années 1970, la compétition automobile et les voitures de sport connaissent un tel engouement que le constructeur doit créer une société spécialisée dans le domaine.

### Les débuts en compétition
BMW Motorsport GmbH est donc fondée le 1er avril 1972 à Munich. L'entreprise qui ne compte alors qu'une quarantaine d'employés travaille sur des projets qui aboutissent l'année suivante. Dès 1973, le succès est au rendez-vous avec une victoire au championnat de Formule 2 au championnat de voitures de tourisme qu'elle remportera consécutivement de 1973 à 1979. Le succès public est tel que BMW Motorsport entreprend la fabrication de modèles de série.

### Premières voitures routières
C'est ainsi qu'en 1978 la M1 voit le jour, devant être produite à plus de 400 exemplaires pour être homologuée par la FIA.
Le moteur de cette voiture était un six-cylindres en ligne de 3,5 litres et quatre soupapes par cylindre. Grâce à ce moteur de 272 chevaux, la M1, dont le signe M est resté utilisé jusqu'à nos jours pour désigner les voitures de la marque, passait de 0 à 100 km/h en 5,6 secondes et pouvait atteindre les 262 km/h. Mais cette voiture plutôt conçue pour le circuit que pour la route ne pouvait pas servir raisonnablement pour une utilisation quotidienne, c'est pour cela que l'approche de BMW Motorsport concernant les voitures destinées à la vente changea un peu en 1979 avec la sortie de la M535i E12, premier modèle dérivé d'une BMW de tourisme. La production des modèles M qui, jusqu'en 1980, n'étaient fabriqués qu'en petites séries, fut alors portée à 895 exemplaires pour répondre à la demande.
Vint le tour de la M 635 CSi  (M88) appelée M6 sur le marché nord-américain (version catalysée S 38 et moins puissante) qui fut produite de 1982 à 1989. Elle associait confort et de sportivité et reprenait le moteur de la fameuse M1.
En 1986 sort la première génération de M3 : la M3 E30, munie d'un quatre-cylindres de 2,3 litres développant 200 chevaux, ce qui lui permettait de passer de 0 à 100 km/h en 6,7 secondes et d'atteindre 240 km/h. Celle-ci était conçue notamment pour le championnat allemand DTM, Deutsche Tourenwagen-Meisterschaft, et suscita un engouement sans précédent : 18 000 exemplaires furent vendus en seulement quatre ans. C'est à partir des trois modèles de série 3, série 5 et série 6 que le développement de Motorsport a continué.

### De nos jours
En 2009, on compte six générations de M5 : la E28, la E34, la E39, la E60/E61, la F10/F11 et la F90 ; cinq générations de M3 : la E30, la E36, la E46, la E90/E92/E93 et F80/F82/F83; trois générations de M6 : la E24, la E63/64 et la F12/13 ; les versions roadsters : le Z3 M et le Z4 M ; et les versions SUV : le X5M et X6M. Début avril 2009 ont été présentés le X5M et le X6M, les deux premiers tout-terrain BMW à être modifiés par la division Motorsport pour la production en série.
Au fil des ans, BMW M s'est forgé une très bonne réputation grâce à des innovations techniques comme la haute qualité des composants utilisés (toits en fibre de carbone et autres matériaux légers) et la qualité des moteurs comme le V10 de 507 chevaux monté sur les M5 et M6 des générations E60/E61 et E63/E64, remplacé par un V8 4,4 litres de 560 chevaux sur les F10/F11, et le moteur de 3,2 litres de 343 chevaux utilisé sur la M3 E46 (descendant du S50B32 de la M3 E36 3.2L, 321ch) et encore utilisé sur le Z4M, qui ont tous deux remporté au moins une fois l'Engine Awards (six fois pour le 3,2 litres).[réf. nécessaire]
En 2012, BMW M innove en présentant la M550D, dotée d'une motorisation diesel : un 6-cylindres en ligne de 3,0 litres suralimenté par trois turbocompresseurs développant ainsi 381 chevaux. En 2017 cette dernière possède désormais quatre turbocompresseurs pour 400 chevaux.
La société emploie en 2015 environ 600 personnes dont une grande partie travaille sur les véhicules M qui sont produits dans les mêmes usines que les modèles dont ils sont dérivés. Ils nécessitent néanmoins un temps de fabrication plus long car le processus de montage des moteurs M se fait en grande partie manuellement et est suivi par des tests poussés.

## Kit carrosserie Motorsport
BMW Motorsport propose un kit optionnel qui modifie les BMW de série dans le but de les faire ressembler aux modèles M (Motorsport) « sans dépenses excessives » ; les véhicules ainsi modifiés sont dotés de trains roulants et d'une transmission améliorés, d'appendices aérodynamiques, de sièges et d'un volant sport. Le moteur n'est pas modifié.
Les voitures modifiées portent un logo « M » non suivi de la désignation de la gamme (contrairement à « M3 » ou « M5 », qui désignent des modèles Motorsport d'origine).

## Modèles

### Gamme actuelle
- M135i (F40)
- M240i
- M2 Compétition
- M3 berline (G80)
- Compétition (G80)
- M3 Touring (G81)
- M340i (G20)
- M4 cabriolet (G83)
- M4 (G82)
- M4 Compétition (G82)
- X3M (F83)
- X4M (F84)
- X5M (F85)
- X6M (F86)
- M5 Berline (G90)
- M5 Touring (G90)
- X5 M50d (F15)
- X6 M50d (F16)
- M760e (G70)
- M850i
- M8 Cabriolet (F91)
- M8 Coupé (F92)
- M8 Gran Coupé (F93)
- M8 Compétition (F92)

### Auparavant
- 2002 Turbo (E20)
- M1 (E26)
- M135i (F20 / F21)
- Série 1 M coupé (E82)
- M2 (F87)
- M3 2.3L, M3 2.3L Evolution I, M3 2.3L Evolution II, M3 2.5L Sport Evolution (E30)
- 320is (e30)
- M3 3.0L, M3 3.2L, M3 GT, M3 GT2 (E36)
- M3, M3 CSL, M3 GTR (E46)
- M3, M3 GTS (E90, 92, 93)
- M3 berline (F80)
- M3 Competition (F80)
- M4 (F82)
- M4 cabriolet (F83)
- M535i (E12)
- M535i (E28)
- M5 (E28)
- M5 3.6L, M5 3.8L, M5 3.8L Touring (E34)
- M5 (E39)
- M635CSI (E24)
- M745i (E23)
- 850CSI (E31)
- Z3M (E36-7 Roadster) (E36-8 Coupé)
- Z8 (E52)
- Z4M coupé
- Z4M roadster
- M5 berline (E60)
- M5 Touring (E61)
- M5 Berline (F10)
- M6 cabriolet (E64)
- M6 coupé (E63)
- M6 (F12/F13/F06)
- M6 Compétition (F13)

### Prototypes
- M3 Compact 3.2L (E36)
- M5 Cabriolet (E34)
- M5 Touring (E39)
- M8 (E31)
- Vision Next 100
- Concept i4